# Centrale thermique de Provence
Centrale de Gardanne
La centrale thermique de Provence, plus communément appelée centrale de Gardanne, est une centrale thermique d'une puissance de 150 MW située sur les communes de Meyreuil et Gardanne, dans le bassin houiller de Provence dans le département des Bouches-du-Rhône. Elle fonctionnait au charbon et brûle aujourd'hui de la biomasse. Elle appartient depuis 2019 à GazelEnergie, filiale d'EPH.
L'unité 4 qui fonctionnait jusqu'en 2013 au charbon a été convertie à la biomasse. Sa remise en service a lieu en 2018 avec une puissance de 150 MW. Depuis la fin de l'année 2018, date de l'annonce de l'arrêt des centrales à charbon françaises pour 2022, la centrale est le siège de conflits sociaux qui, avec la conversion à la biomasse et le rachat par GazelEnergie, paralysent la centrale et mettent l'unité biomasse à l'arrêt une grande partie du temps. Début février 2022, l'unité biomasse est relancée après une première reprise avortée en juillet 2021. Néanmoins en mars 2023, la décision de relance est annulée par le Conseil d'État.
La dernière unité au charbon, l'unité 5 de 595 MW, est officiellement arrêtée au cours de l'été 2021 alors qu'elle était à l'arrêt depuis novembre 2018.
La centrale dispose de la plus haute cheminée de France qui culmine à 297 m, et qui est aussi une des plus hautes structures du pays.

## Technique de la combustion en lit fluidisé
La technique de la combustion en lit fluidisé circulant, utilisée dans l'unité 4 de la centrale, permet d'utiliser des charbons de mauvaise qualité, des déchets ou même de la biomasse. Le combustible est brûlé dans un lit de particules solides maintenues en suspension dans un courant d'air ascendant, à une température modérée avoisinant les 850 °C, ce qui évite la fusion des cendres et limite la production d'oxydes d’azote. Cette réduction des oxydes d’azote est également favorisée par une combustion étagée (réduction de la production de « NOx combustible »). On réduit aussi les émissions d’oxydes de soufre par injection de dolomie (calcaire) dans le lit.

## Historique

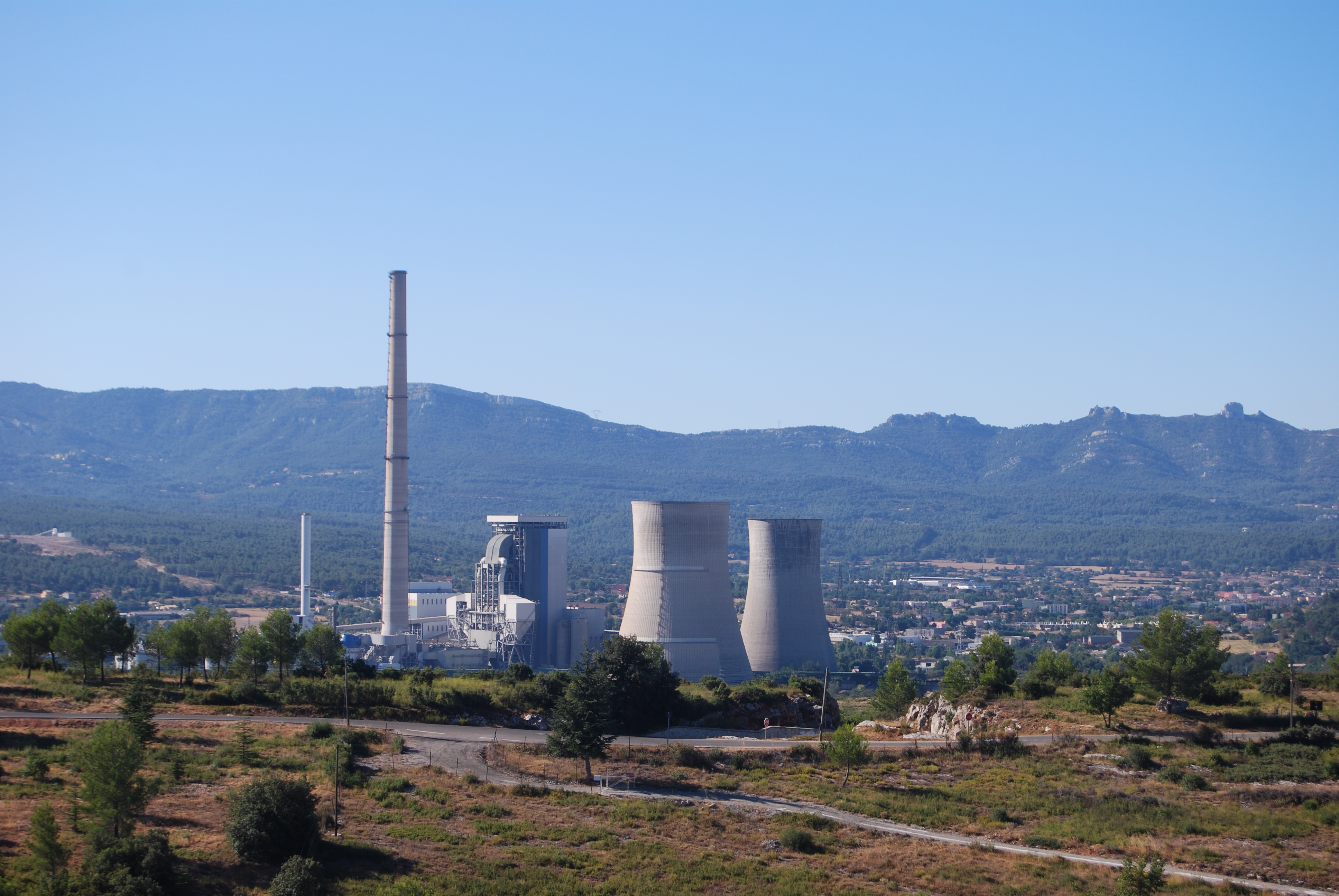
La centrale en aout 2008.

L'histoire de la centrale commence en 1953, avec le couplage d'un premier groupe de 50 MW construit à côté des puits de Meyreuil. En 1957, un deuxième groupe de 50 MW était installé à côté du précédent et l’année suivante, un troisième de même puissance complétait la centrale de Gardanne. Le charbon subissant la concurrence du fioul, les pouvoirs publics décident en 1963 d’augmenter la puissance de la centrale par l’implantation d’un quatrième groupe de 250 MW, couplé en 1967. L'exploitant est initialement les Houillères du Bassin de Provence, ultérieurement intégrées dans les Houillères de Bassin du Centre et du Midi (HBCM).
Les tranches 1, 2 et 3 sont arrêtées en 1981. La même année commencent les travaux de construction de la tranche 5, d'une puissance de 595 MW. Cette tranche est mise en service industriel en 1984.
En 1995, la tranche 4 est modernisée pour 1,3 milliard de francs. Elle est équipée d'une chaudière à lit fluidisé circulant. Avec ses 250 MW, c'était la plus puissante du monde de ce type jusqu'à la mise en service de la centrale de Binchang (province du Shaanxi en Chine) d'une puissance de 660 MW en 2024. Elle est optimisée pour la valorisation de combustibles soufrés,,. À partir de 2000, cependant, la centrale ne consomme que du charbon d'importation.
|                  | Tranche 1 | Tranche 2 | Tranche 3 | Tranche 4                                             | Tranche 5 |
| ---------------- | --------- | --------- | --------- | ----------------------------------------------------- | --------- |
| Puissance (MW)   | 50        | 50        | 50        | 250 150 (2018)                                        | 595       |
| Combustible      | Charbon   | Charbon   | Charbon   | Charbon Lit fluidisé circulant (1995) Biomasse (2018) | Charbon   |
| Date de couplage | 1953      | 1957      | 1958      | 1967                                                  | 1984      |
| Date d'arrêt     | 1981      | 1981      | 1981      |                                                       | 2021      |

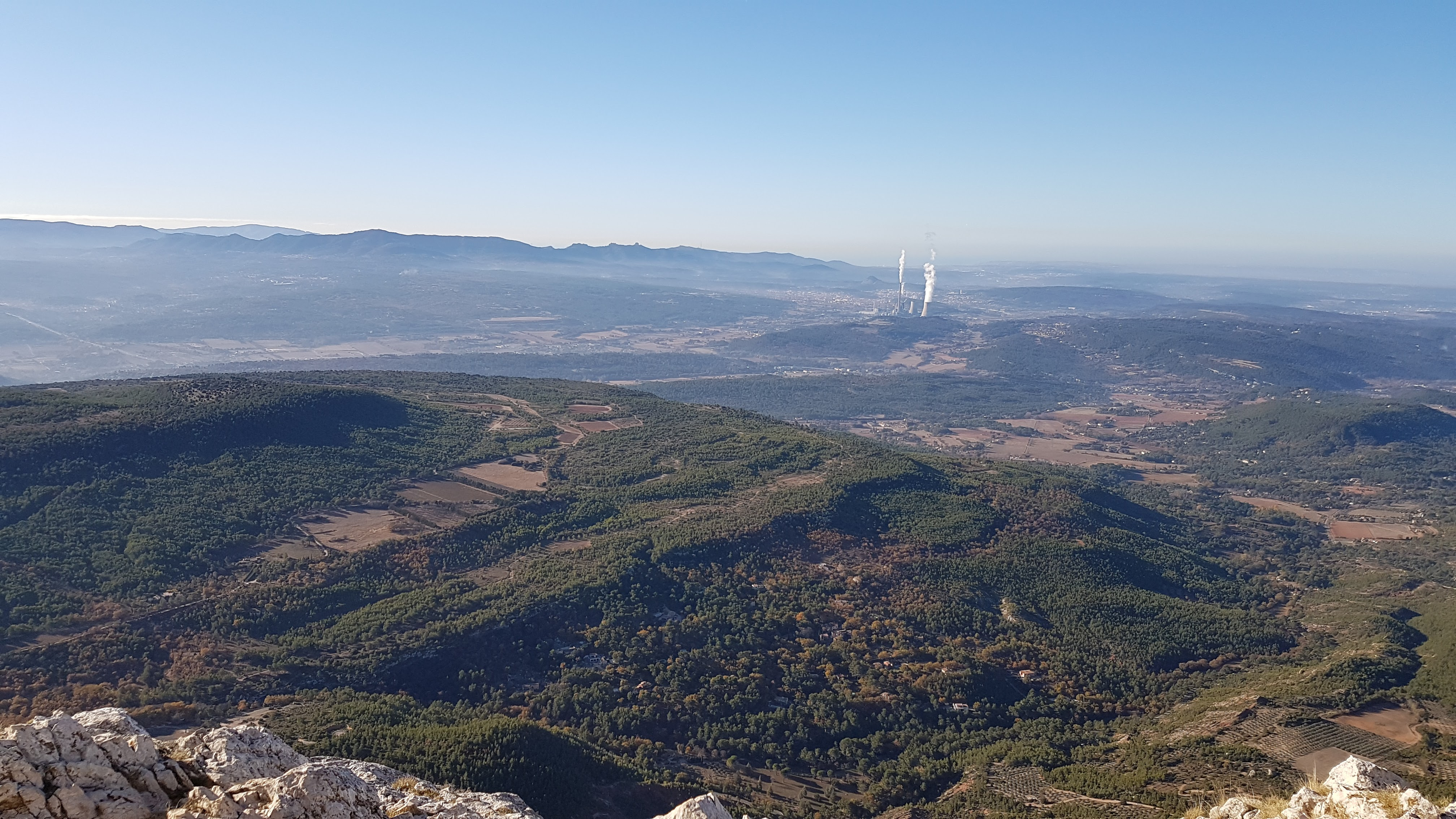
La centrale depuis le sommet de la montagne Sainte-Victoire en novembre 2017.

En septembre 2012, l'opérateur de la centrale, E.ON, confirme son projet de conversion de l’unité 4 en centrale à « biomasse » (mélange de bois et de combustibles fossiles, essentiellement du charbon ; la part des combustibles fossiles ne doit pas dépasser 15 %), puis arrête le fonctionnement au charbon de cette unité en mars 2013. Le nouveau mode de fonctionnement entre en phase de test au début 2016. En 2018, l'unité Provence 4 Biomasse est mise en service avec une puissance de 150 MW.
En 2016, Uniper devient le propriétaire du site. Uniper est issu de la scission des activités d'énergie fossile d'E.ON.
En décembre 2018, à la suite de l'annonce gouvernementale de l'arrêt des centrales à charbon françaises pour 2022, Uniper décide de vendre ses activités de production en France qui comprennent la centrale de Provence ainsi que la centrale Émile-Huchet, six parcs éoliens et deux centrales solaires au groupe tchèque EPH.
En juillet 2019, le site est repris par GazelEnergie, filiale d'EPH.
Début 2021, le plan de reconversion du site, en cours de finalisation, prévoit le maintien de l’unité 4 fonctionnant avec un mélange de biomasse et de charbon. La reprise de son exploitation est prévue dès la remise en état des installations.
Durant l'été 2021, la dernière unité au charbon, l'unité 5 de 595 MW est officiellement arrêtée alors qu'elle était à l'arrêt depuis novembre 2018.
Début février 2022, l'unité biomasse est relancée après une première reprise avortée en juillet 2021 à la suite d'un conflit social.
|       | Charbon | Biomasse |
| ----- | ------- | -------- |
| 2010  | 1 645   |          |
| 2015  | 1,6     |          |
| 2016  | 0       | 1,4      |
| 2017  | 1 198,7 | 182,0    |
| 2018, | 0       | 267,5    |
| 2019  | −12,3   | 39,5     |
| 2020  | −9,3    | −9,6     |
| 2021  |         | 18,4     |
| 2022  |         | 300,5    |
| 2023  |         | 198,2    |
| 2024  |         | −10,8    |

## Unité 4 à biomasse
Un projet de conversion du charbon au bois de l’unité 4 (PR4) est retenu dans le cadre d'un appel d’offres organisé par la Commission de régulation de l'énergie en 2011. Démarrés fin 2014, les travaux de conversion de l’unité 4 à la biomasse ont duré deux années et coûté près de 300 millions d'euros. Ils devraient réduire les émissions de CO2 de PR4 de 77 % par rapport à un fonctionnement exclusif au charbon. Le tarif bonifié accordé pour la vente de l’électricité de PR4 est de 115 €/MWh pendant une durée de 20 ans. PR4 utiliserait trois types de combustibles : des plaquettes forestières et de broyats de déchets verts, des broyats de bois de recyclage, et une petite part de combustibles fossiles : du charbon cendreux en base et du gaz naturel et du fioul lourd en quantités marginales pour la montée en température de la chaudière. La biomasse forestière locale participe au démarrage à hauteur de 20 % du combustible biomasse et pourrait représenter 50 % après 10 ans. La partie de plaquettes forestières importées représente 55 % du combustible biomasse au démarrage et cette importation pourrait cesser au bout de 10 ans au profit d’une augmentation de l’approvisionnement local. Les bois d’élagage et de débroussaillement fourniraient 15 % du biocombustible au démarrage et 40 % au bout de 10 ans. 10 % de la biomasse serait constituée de bois de recyclage de classe A (palettes, bois d’emballage) et B (issus de démolition, de mobilier). Au total, 850 000 tonnes de biocombustibles seraient consommées annuellement. Ils seraient complétés par des charbons cendreux de récupération à hauteur de 10 % du mix combustible de la centrale pour un tonnage annuel de 127 000 tonnes[source insuffisante].
L'unité 4 reconvertie à la biomasse a très vite fait face à des critiques concernant notamment l'approvisionnement en bois et l'absence de cogénération par récupération de la chaleur résiduelle.
Le 4 décembre 2024, Gazel Energie obtient de l'État la signature d'un contrat d'achat pour l'électricité de la centrale biomasse de Gardanne, à 800 millions d'euros, pour huit ans. Ce contrat, validé par la ministre déléguée à l'Énergie Olga Givernet et le ministre du Budget, Laurent Saint-Martin, quelques heures avant la censure du gouvernement par l'Assemblée nationale, assure un tarif d'achat d'électricité garanti largement revalorisé, à 250 €/MWh, soit près de deux fois le tarif initial. La Fédération nationale du bois déclare dans un communiqué : « jamais aucune entreprise privée n'avait bénéficié d'un tel prix de rachat de l'électricité pour une centrale biomasse, a fortiori avec un rendement énergétique médiocre »

### Conflit juridique
Depuis 2013, une procédure juridique est ouverte par France Nature Environnement (FNE) Provence-Alpes-Côte d'Azur et plusieurs associations, contestant l'arrêté d'exploitation de la centrale.
Son autorisation d'exploiter est suspendue en juin 2017 à la suite de recours administratifs déposés par ces organisations environnementales locales. Un projet alternatif est alors présenté par les élus EELV : le rendement doit être amélioré grâce au chauffage urbain et à la cogénération. Le projet inclut aussi la production de CO2 utilisable par l’industrie, du photovoltaïque, du petit éolien et la mise en place d’une filière bois intégrant l’écoconstruction. À la suite de l'appel déposé par l'exploitant et le ministre de l'Environnement, une autorisation provisoire d'exploiter est délivrée en juillet 2017.
Fin décembre 2020, une décision de la cour administrative d’appel de Marseille rend à nouveau possible l’exploitation de cette tranche dont les équipements sont progressivement remis en état de marche par l’exploitant. En avril 2021 le plan de reconversion qui « prévoit le maintien en activité de l'unité de production d'électricité utilisant de la biomasse et la concrétisation d'une unité de production d'hydrogène vert et de e-méthanol » est en cours de finalisation par l’exploitant GazelEnergie, filiale de production et vente d’électricité du groupe EPH nouveau propriétaire de la centrale depuis 2019,.
Le 27 mars 2023, le Conseil d'État annule cette décision en vertu du fait que les incidences environnementales indirectes doivent être prises en compte dans les études d'impact,. Le 10 novembre, la cour d'appel de Marseille rejette l'appel de l'exploitant. La centrale est arrêtée en décembre 2023.
Après appel de l'exploitant, la Cour administrative de Marseille accorde un sursis au groupe et demande des compléments à son étude d'impact pour s'assurer que l'approvisionnement en bois de la centrale ne déstabilise pas les équilibres écologiques et économiques de la forêt méditerranéenne. La centrale redémarre en janvier 2025, après la signature avec l'État d'un contrat d'achat de 800 M€ sur huit ans. La production est réduite de près de moitié, à 4 000 heures de fonctionnement contre 7 500 h auparavant, et les besoins en biomasse sont réduits de 850 000 à 450 000 t/an. Un tiers sera importé, essentiellement du bois d'eucalyptus brésiliens certifiés durables, 60 000 t proviendront des déchets de bois prélevés par les filières de dépôt dans un rayon de 200 km, et 240 000 t seront prélevées dans les forêts, soit 4 % de la ressource exploitable localement. Une enquête publique s'ouvre le 5 mai 2025 ; 324 communes potentiellement impactées par l'approvisionnement en biomasse de la centrale, impliquant une centaine de propriétaires forestiers, seront consultées dans seize départements et trois régions.